# Protiviti
Protiviti Inc. (Protiviti) è un'azienda di consulenza globale che ha sede nel Menlo Park, in California e che fornisce soluzioni di consulenza in revisioni contabili interne, in conformità e rischio, in tecnologia, in processi di economia e finanza. È una società sussidiaria di Robert Half International. Protiviti e le aziende locali e indipendenti che sono possedute dal marchio servono i clienti tramite un network di più 85 zone in 27 paesi.
Protiviti è stata fondata nel 2002 quando la società ha assunto più di 700 professionisti che sono stati associati alla revisione contabile interna, economia e pratiche di consulenza di rischi tecnologici della Arthur Andersen LLP, includendo più di 50 persone che sono state soci di questa azienda.
Protiviti è stata inserita nella lista di Forbes come migliore azienda di amministrazione e di consulenza nel 2018, 2019 e 2020. Protiviti è stata anche premiata come una delle 100 migliori società lavorative da Fortune Magazine per sei anni consecutivi, dal 2015 al 2020.

## Storia
Nel 2006, Protiviti ha acquisito i cespiti della PG Lewis & Associates, un fornitore nazionale dirigenziale di dati forensi e servizi di sicurezza virtuale fondata nel 2003 dall'imprenditore seriale di tecnologia, Paul G. Lewis. I termini finanziari non sono stati divulgati.
Nel gennaio 2019, Protiviti ha espanso la sua presenza in Medio Oriente e in Nord Africa inaugurando un ufficio al Cairo, in Egitto. La nuova sede è la prima azienda membro in Nord Africa ed è guidata dall'amministratore delegato Ashraf Fahmy, ex partner di Deloitte in Egitto e con il rischio pratico aziendale della società ad Abu Dhabi.
Nel Febbraio del 2019, Protiviti ha aggiunto l’azienda di revisione contabile interna e servizi forensi SekelaXabiso CA (SkX), con sede a Gauteng, quale prima ditta in Sud Africa. La nuova azienda servirà alle ditte domestiche così come le aziende internazionali come supporto per entrare nel mercato sudafricano. La ditta conta più di 200 consulenti, e ha uffici nel maggiore centro finanziario di Gauteng e Durban.
Per l’anno fiscale del 2019, le entrate di Protiviti hanno oltrepassato 1 miliardo di dollari statunitensi per la prima volta in 18 anni di storia.
Nel marzo 2020, Protiviti ha espanso il suo mercato europeo aprendo tre nuovi uffici a Zurigo in Svizzera e a Berlino e Düsseldorf in Germania.
I membri del network globale dell’azienda operano come entità indipendenti, ma hanno accesso alla vasta gamma di risorse del marchio nonostante non possiedano l'autorità ad agire in nome di Protiviti.